# アイヒャッハ＝フリートベルク郡
アイヒャッハ＝フリートベルク郡（ドイツ語: Landkreis Aichach-Friedberg, アレマン語: Landchrais Aichach-Fridberg）は、ドイツ連邦共和国バイエルン州シュヴァーベン行政管区の最も東に位置する郡。隣接する郡は、北にノイブルク＝シュローベンハウゼン郡、東にドナウ郡とフュルステンフェルトブルック郡、南にランツベルク・アム・レヒ郡、西に郡独立市のアウクスブルク市とアウクスブルク郡、北西にドナウ＝リース郡である。

## 地理
この郡はアウクスブルクの東に位置し、両者の境界はそのほとんどがレヒ川によって形成されている。郡内を流れる重要な川は、郡を南西から北東へ貫いて流れるパール川で、フリートベルクの市区のいくつかやアイヒャッハはその沿岸に位置している。
アイヒャッハ＝フリートベルク郡はその大部分が田舎であり、比較的大きな市町村としてはフリートベルク、アイヒャッハ、ダージング、南部のメーリングやキッシングがあるのみである。これらの中心となる市町村の他は、小さな、あるいはきわめて小さな村しかない。
この郡は「ヴィッテルスバッハ・ラント」とも呼ばれるが、これはこの地がバイエルンの領主一門であるヴィッテルスバッハ家の本拠地の一つである事に由来する。現在でもアイヒャッハのオーバーヴィッテルスバッハ区には、その本拠となった城趾があり、ここに建てられた城内教会を見ることができる。

## 歴史
考古学的な出土品はこの郡域には遅くとも1万年前からすでに人が住んでいたことを証明している。数多くの武器が出土することは、この地ではたびたび武力衝突が起きていたことを示している。
ローマ時代には、ラエティア属州の首都である Augusta Vindelicorum（現在のアウクスブルク）の "Vorhof"（直訳すると「前庭」であるが、この場合の Hofは庭というよりむしろ農場の意味合いが強い）であった。首都へ供給するための農業が行われ、豊かな市民による衛星村落がいくつか形成されていった。
ローマ人支配の終焉（5世紀末から6世紀初め）とともに、アレマン人やバイエルン人が現在の郡域に住み着いた。この郡に属す市町村で最初に文献上の記録が遺るのはアーデルツハウゼンで、782年に「Adalhemelshusir」として記録されている。
1124年にシャイアン伯オットー5世は家族の拠点をダッハウ近郊のシャイアンからアイヒャツハ近郊のヴィッテルスバッハに移した。これ以後ヴィッテルスバッハ家として名を成したこの貴族一門は、1180年にバイエルン公位を獲得し、1918年までこの地を治めた。城自体は、1208年に破壊され、城を思い起こさせるものは記念碑だけである。
フリートベルク城は1264年に建設され、レヒ川の通行税を徴収していた。この城も、元の建物は16世紀に焼失してしまい、往事をしのばせるものはない。
この郡は国境であるレヒ川沿いに位置し、帝国自由都市アウクスブルクに隣接することから、たびたび激しい戦闘の舞台となった。たとえば1420年の戦闘、三十年戦争、18世紀の2つの継承戦争、フランス革命戦争などである。
郡域は元々アイヒャッハ裁判所 (Landgericht)、フリートベルク裁判所、メーリング裁判所の3つの裁判所管区に分かれていた。1799年にフリートベルク裁判所とメーリング裁判所が統合された。19世紀初めの行政改革に伴い1817年からフリートベルクはイーザル郡 (Kreis) に、アイヒャッハは隣接するラインとともにオーバードナウ郡に属すこととなった。1837年にフリートベルク、アイヒャッハ、ラインはオーバーバイエルンに編入された。1862年にアイヒャッハとラインはアイヒャッハ地方行政区 (Bezirksamt) に統合され、フリートベルク裁判所からはフリートベルク地方行政区が形成された。1880年にライン裁判所管区 (Gerichtsbezirk) はアイヒャッハから分離されノイブルク・アン・デア・ドナウ地方行政区の管理下に入った。
1939年に「地方行政区 (Bezirksamt)」は「郡 (Landkreis)」と改称された。フリートベルク郡は1944年にシュヴァーベン行政管区の一部となった。1972年にはアイヒャッハ郡の大部分もシュヴァーベンに組み込まれ、フリートベルク郡や隣接するいくつかの町村と合併して（暫定的に）「アウクスブルク＝オスト郡」（アウクスブルク東部郡）が成立した。この郡の郡議会は1973年に郡庁をアイヒャッハに置くことと、現在の名称「アイヒャッハ＝フリートベルク郡」と改名することを決定した。

### 人口増加
各時点での郡域内人口は以下の通りである。
| 時点           | 人口（人） |
| -------------- | ---------- |
| 1840年12月1日  | 35,584     |
| 1871年12月1日  | 38,272     |
| 1900年12月1日  | 40,588     |
| 1925年6月16日  | 46,599     |
| 1939年5月17日  | 49,579     |
| 1950年9月13日  | 73,995     |
| 1961年6月6日   | 72,884     |
| 1970年5月27日  | 82,677     |
| 1987年5月25日  | 102,793    |
| 2002年12月31日 | 125,534    |
| 2005年6月30日  | 127,246    |

## 行政

### 郡長
- 1972年7月1日 - 1989年6月30日: ヨーゼフ・ベシュトラー (CSU)
- 1989年7月1日 - 2002年4月30日: テオ・ケルナー (CSU)
- 2002年5月1日 - 2014年4月30日: クリスティアン・クナウアー (CSU)
- 2014年5月1日 - : クラウス・メッツガー (CSU)

### 郡議会
アイヒャッハ＝フリートベルク郡の郡議会の政党別議席数は以下の通りである。
| 年   | CSU | SPD | 無所属および無所属共同体 | GRÜNE | FDP | ödp | FW | REP | AfD | 計 |
| ---- | --- | --- | ------------------------ | ----- | --- | --- | -- | --- | --- | -- |
| 2002 | 32  | 13  | 5                        | 3     | 1   | 1   | 3  | 2   | -   | 60 |
| 2008 | 29  | 14  | 5                        | 4     | 2   | 1   | 3  | 2   | -   | 60 |
| 2014 | 28  | 11  | 6                        | 5     | 1   | 2   | 5  | 2   | -   | 60 |
| 2020 | 25  | 7   | 3                        | 9     | 1   | 3   | 7  | -   | 5   | 60 |

### 紋章
図柄: 頂上部はバイエルンの菱形模様。その下は銀地と赤地に左右二分割。向かって左は緑のオークの葉。向かって右は金のウルリヒ十字。
この紋章は1975年12月10日に制定された。
オーク（Eiche アイヒェ）の葉は古いアイヒャッハの紋章に由来するもので、地名の地口で同郡を象徴する。ウルリヒ十字はフリートベルクの紋章に由来する。バイエルンの菱形模様は現在の郡域に対するヴィッテルスバッハ家の旧領主権を示している。

### 姉妹郡
本郡は、ザクセン州のリーザ＝グローセンハイン郡と姉妹郡である。
郡内の市町村が締結している姉妹市町村協定は以下の通りである。
- アフィング: ウォベス（ポーランド）
- アイヒャッハ: ブリックスレック（オーストリア）、ゲデレー（ハンガリー）、シッファーシュタット（ドイツ）
- アイントリング: Avord（フランス）
- ダージング: シェドルツェ（ポーランド）
- フリートベルク: ブレシュイール（フランス）、チッペナム（イギリス）、フリートベルク（オーストリア）、ラクロス（USA、ウィスコンシン州）、フィエー・アッロ・シーリアル（イタリア）
- ホレンバッハ: コンテスト（フランス）
- キューバッハ: バラトンフゥルドヴァール（ハンガリー）計画中
- メーリング: アンベリュー＝アン＝ビュジェ（フランス）
- ペットメス: La Haye-Pesnel（フランス）
- シルトベルク: シュヴェルトベルク（オーストリア）
- ジーレンバッハ: サン＝フランボー＝ド＝プリエール（フランス）
- オーバーグリースバッハのツァーリング地区: エルテンドルフのツァーリング地区（オーストリア）

## 文化と見所

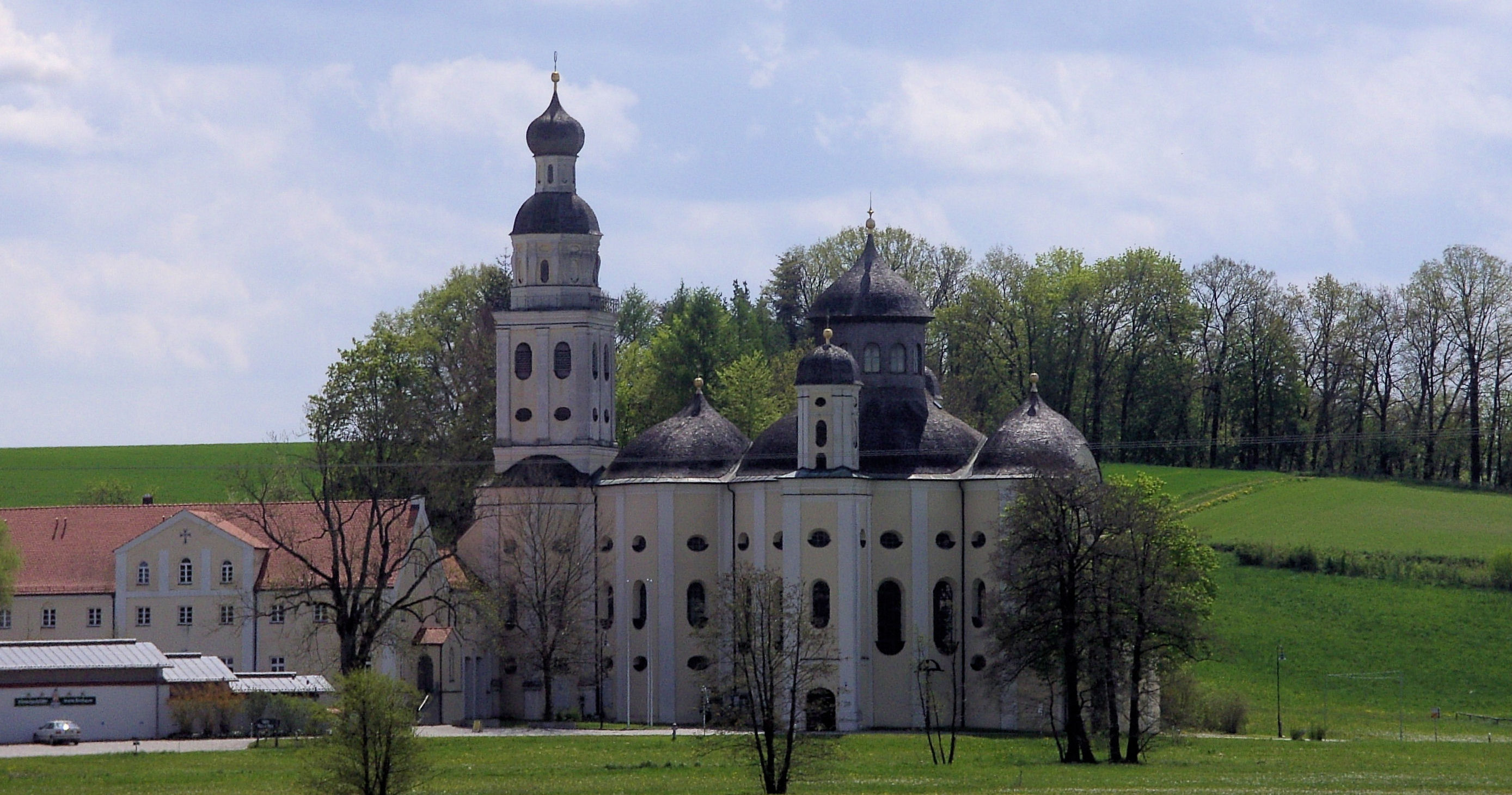
なしの木のマリア修道院教会

### 教会
- なしの木のマリア修道院教会
- ヘルゴッツルー（主の安息）巡礼教会（フリートベルク）

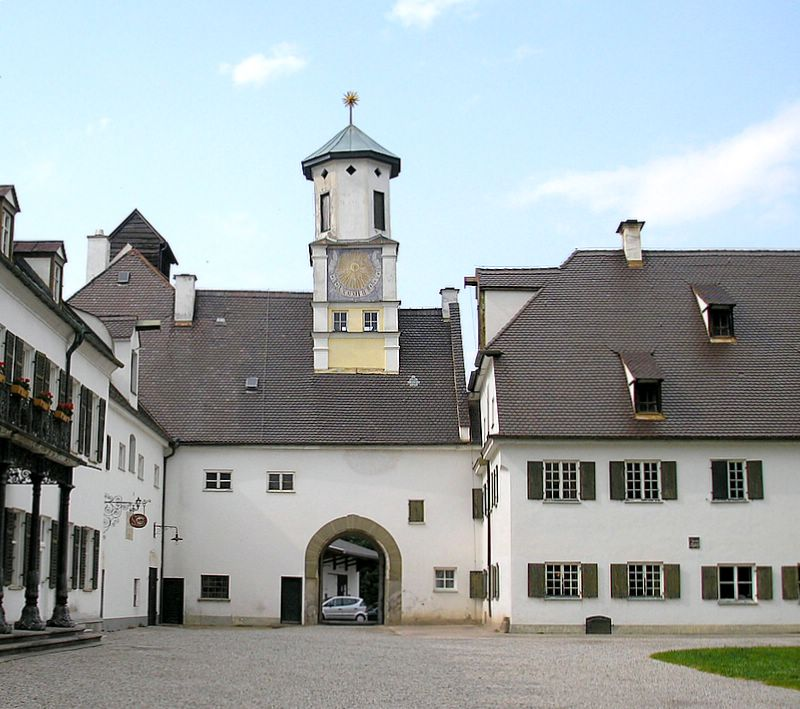
シェルネック城の城門

### 城館
- ブルーメンタール城（アイヒャッハ市ブルーメンタール区）
- フリートベルク城（フリートベルク）
- オーバーグリースバッハ城（オーバーグリースバッハ）
- ピヒル城（アイントリング）
- シェルネック城（レーリング）
- アフィング城（アフィング）
- ウンターヴィッテルスバッハ城（ジジ城とも呼ばれる。アイヒャッハ市ウンターヴィッテルスバッハ区）

### 保養地区、湖
- アイントリンガー池
- アウエン湖（キッシング近郊）
- デルヒンガー池
- フリートベルガー池
- マンディコ湖（メルヒング近郊、レヒ川の第23番堰）
- マントラハ湖（ペットメス近郊）
- ラダースドルファー池
- ヴァイトマン湖（キッシング近郊）

さらに郡境の外、すぐ西側にアウクスブルク＝アウトバーン湖、カイザー湖、クー湖がある。

## 経済と社会資本
この田舎の郡の経済は一連の革新的中規模企業と多くの手工業者を基盤としている。ミュンヘン - アウクスブルク - インゴルシュタットといった経済地区の真ん中という場所は、実施には有利な立地である。

### 交通
1840年にはすでにミュンヘン - アウクスブルク鉄道会社が郡域南部を通る路線を運行開始した。バイエルン国営鉄道は1898年にメーリングから南方面、ヴァイルハイム行きの支線を設けた。アイヒャッハやフリートベルクと郡の北方面とは、1875年にインゴルシュタット - アウクスブルク線で結ばれた。
自動車交通については連邦アウトバーンA8号線および連邦道B300号線がとりわけ重要である。航空は、アウクスブルク空港がある。

## 市町村
| 市 - アイヒャッハ (Aichach 22,222) - フリートベルク (Friedberg 30,670) 市場町 - アイントリング (Aindling 4,711) - インヒェンホーフェン (Inchenhofen 2,742) - キューバッハ (Kühbach 4,271) - メーリング (Mering 15,264) - ペットメス (Pöttmes 7,093) 町村 - アーデルツハウゼン (Adelzhausen 1,868) - アフィング (Affing 5,697) - バール (シュヴァーベン) (Baar (Schwaben) 1,261) - ダージング (Dasing 5,964) - オイラスブルク (Eurasburg 1,908) - ホレンバッハ (Hollenbach 2,521) - キッシング (Kissing 11,764) - メルヒング (Merching 3,283) - オーバーグリースバッハ (Obergriesbach 2,071) - ペータースドルフ (Petersdorf 1,731) - レーリング (Rehling 2,637) - リート (Ried 3,218) - シルトベルク (Schiltberg 2,014) - シュミーヒェン (Schmiechen 1,367) - ジーレンバッハ (Sielenbach 1,864) - シュタインドルフ (Steindorf 987) - トッテンヴァイス (Todtenweis 1,479) | 行政共同体 - アイントリング行政共同体 （アイントリング、ペータースドルフ、トッテンヴァイス） - ダージング行政共同体 （アーデルツハウゼン、ダージング、オイラスブルク、オーバーグリースバッハ、ジーレンバッハ） - キューバッハ行政共同体 （キューバッハ、シルトベルク） - メーリング行政共同体 （メーリング、シュミーヒェン、シュタインドルフ） - ペットメス行政共同体 （ペットメス、バール） |

かっこ内の単位のない数値は2023年12月31日現在の人口 

## 引用
1. ↑  https://www.statistikdaten.bayern.de/genesis/online?operation=result&code=12411-003r&leerzeilen=false&language=de Genesis-Online-Datenbank des Bayerischen Landesamtes für Statistik Tabelle 12411-003r Fortschreibung des Bevölkerungsstandes: Gemeinden, Stichtag (Einwohnerzahlen auf Grundlage des Zensus 2011)
2. ↑  バイエルン州統計・データ管理局: Kommunalwahlen in Bayern am 16. März 2014: Wahl zum Kreistag in 771 Aichach-Friedberg（2014年8月12日 閲覧）
3. ↑  “Wahl des Kreistags - Kommunalwahlen 2020 im Landkreis Aichach-Friedberg - Gesamtergebnis”. 2021年4月3日閲覧。